# Качава (Польща)
Качава (пол. Kaczawa, також відома під ім'ям Кацбах нім. Katzbach)  — річка в Польщі. Бере початок у Качавських горах поблизу села Кашорув. Проходить через передгір'я Качавське (Західни Судети) і Сілезьку низовину. На Качаві розташовані міста Злотория, Легниця, Проховіце та інші. У верхній течії річка має характер гірської, нижче приймає рівнинний характер і впадає в Одру в районі Проховіце. В річці є цінна фауна риб — форель і харіус. У нижній течії переважає язь, головень, плітка. Суттєвою перешкодою для відновлення іхтіофауни Качави є численні дамби і греблі, особливо в Проховіце.
Долина Качави здавна відносилась до території німецького поселення в Сілезії, тут добувають мармур, вапняк та мідь.

## Притоки Качави
- праві:

Вовча
Ниса-Шальона
Вержбяк
- ліва:

Чарна Вода